# Anna Drzewicka
Anna Drzewicka (ur. 30 marca 1932 w Przemyślu, zm. 12 stycznia 2018) – polska profesor nauk humanistycznych, romanistka, wykładowca w Instytucie Filologii Romańskiej na Wydziale Filologicznym Uniwersytetu Jagiellońskiego. Członek Komisji Neofilologicznej, działającej na Wydziale Filologicznym Polskiej Akademii Umiejętności. Pasjonatka i znawczyni literatury francuskiej okresu średniowiecza, w szczególności poezji epickiej chansons de geste – poematów opisujących  bohaterskie czyny i cnoty przypisywane rycerzom. Zajmowała się również problemami związanymi z przekładem. Jest autorką tłumaczeń i opracowań, m.in. Pieśni o Rolandzie , wierszy Paula Verlaine'a  i Gorzkich żali.

## Życiorys
Dzieciństwo i młodość spędziła w Przemyślu, w tym mieście też zdała maturę. W 1950 roku rozpoczęła studia na Uniwersytecie Jagiellońskim (kierunek: filologia romańska), które ukończyła pięć lat później. Stypendystka Rządu Francuskiego. Doktoryzowała się w 1960 roku na podstawie pracy zatytułowanej Studia nad kompozycją najdawniejszych epopei starofrancuskich. Promotorem tej rozprawy był Zygmunt Czerny. Habilitację uzyskała w 1971 na podstawie rozprawy pt. Z zagadnień techniki tłumaczenia poezji. Studia nad polskimi przekładami liryki francuskiej w antologiach z lat 1899-1911. W 1977 została docentem, w 1983 profesorem nadzwyczajnym, a w 1999 zwyczajnym. Od 2002 roku na emeryturze.
Zmarła 12 stycznia 2018, pochowano ją na Cmentarzu Głównym w Przemyślu (kwatera 27B, rząd 7, grób 15).

## Książki
Anna Drzewicka jest autorką lub współautorką następujących pozycji książkowych:
- Starofrancuska epopeja rycerska: szkice[9]
- Skupienie i zabawa: twórczość dramatyczna w średniowiecznej Francji do końca XIII wieku[10]
- Minstrele Maryi Panny[11]
- Jeux de la variante dans l'art et la littérature du Moyen Âge: mélanges offerts à Anna Drzewicka par ses collègues, ses amis et ses élèves[12]